# Pseudocopivaleria
Pseudocopivaleria là một chi bướm đêm thuộc họ Noctuidae. Chi này được John S. Buckett và William R. Bauer khởi xướng năm 1966.

## Loài
- Pseudocopivaleria anaverta Buckett & Bauer, 1966
- Pseudocopivaleria sonoma (McDunnough, 1941)